# San Estevan (fornlämning)
San Estevan är en fornlämning i Belize.   Den ligger i distriktet Orange Walk, i den norra delen av landet, 100 km norr om huvudstaden Belmopan. San Estevan ligger 11 meter över havet.
Terrängen runt San Estevan är mycket platt. Närmaste större samhälle är Orange Walk, 9,2 km sydväst om San Estevan. 
I omgivningarna runt San Estevan växer i huvudsak städsegrön lövskog. Runt San Estevan är det glesbefolkat, med 8 invånare per kvadratkilometer.